# Білолобик
Білолобик (Aphelocephala) — рід горобцеподібних птахів родини шиподзьобових (Acanthizidae). Представники цього роду є ендеміками Австралії.

## Види
Виділяють три види роду Білолобик:
- Білолобик бурий (Aphelocephala leucopsis)
- Білолобик рудоволий (Aphelocephala pectoralis)
- Білолобик чорносмугий (Aphelocephala nigricincta)

## Етимологія
Наукова назва роду Aphelocephala походить від слів дав.-гр. αφελης — гладкий, простий і κεφαλη — голова.